# Campionato europeo femminile di calcio 2009
Il campionato europeo femminile di calcio 2009 si svolse in Finlandia tra il 23 agosto e il 10 settembre 2009. Il Paese ospite è stato scelto l'11 luglio 2006 a Berlino dal Comitato Esecutivo della Union of European Football Associations (UEFA), preferendola alla candidatura dei Paesi Bassi.
La finale si disputò il 10 settembre all'Olympiastadion di Helsinki e vide la vittoria della Germania per la settima volta nella sua storia, la quinta consecutiva, dopo aver superato l'Inghilterra per 6-2.

## Struttura del torneo
La decima edizione del campionato europeo femminile di calcio è stata allargata a dodici nazionali, quattro in più rispetto a quelle che parteciparono al trofeo precedente. Le dodici squadre partecipanti sono state divise in tre gironi da quattro squadre. Le prime due classificate e le due migliori terze sono state ammesse alla fase a eliminazione diretta.

## Qualificazioni
Le qualificazioni sono iniziate il 18 novembre 2006, concludendosi il 30 ottobre 2008. La nazionale finlandese è stata ammessa direttamente come rappresentativa del paese organizzatore, mentre le restanti 45 squadre nazionali hanno preso parte alle qualificazioni. Alle qualificazioni non hanno partecipano Andorra, Cipro, Liechtenstein e San Marino.
La fase di qualificazione è suddivisa in tre turni:
- Turno preliminare: le 20 nazionali con il ranking UEFA peggiore sono suddivise in cinque gruppi da quattro squadre. Ogni gruppo gioca in un girone all'italiana che si disputa in una delle nazioni rappresentate estratte a sorte dalla UEFA. Le cinque vincitrici dei gironi vengono promosse alla fase a gironi di qualificazione.
- Girone di qualificazione: Le 30 nazionali (25 dal ranking superiore più le cinque promosse dal turno preliminare) sono divise in sei gironi da cinque squadre. Ogni gruppo è giocato con il formato del girone all'italiana con partite di andata e di ritorno. Le sei vincitrici dei gironi si qualificano direttamente per la fase finale, mentre le sei seconde classificate e le quattro migliori terze sono ammesse alla fase dei play-off.
- Play-off: Le dieci nazionali rimaste si affrontano in partite di andata e ritorno per determinare l'ultime cinque squadre qualificate.

## Squadre partecipanti
| Pr. | Squadra     | Data di qualificazione certa | Partecipante in quanto                                         | Ultima presenza  |
| --- | ----------- | ---------------------------- | -------------------------------------------------------------- | ---------------- |
| 1   | Finlandia   | 11 luglio 2006               | Rappresentativa della nazione organizzatrice della fase finale | Inghilterra 2005 |
| 2   | Francia     | 27 settembre 2008            | Vincitrice gruppo 3 di qualificazione                          | Inghilterra 2005 |
| 3   | Svezia      | 1º ottobre 2008              | Vincitrice gruppo 2 di qualificazione                          | Inghilterra 2005 |
| 4   | Germania    | 1º ottobre 2008              | Vincitrice gruppo 4 di qualificazione                          | Inghilterra 2005 |
| 5   | Danimarca   | 1º ottobre 2008              | Vincitrice gruppo 5 di qualificazione                          | Inghilterra 2005 |
| 6   | Inghilterra | 2 ottobre 2008               | Vincitrice gruppo 1 di qualificazione                          | Inghilterra 2005 |
| 7   | Norvegia    | 2 ottobre 2008               | Vincitrice gruppo 6 di qualificazione                          | Inghilterra 2005 |
| 8   | Italia      | 29 ottobre 2008              | Vincitrice play-off                                            | Inghilterra 2005 |
| 9   | Russia      | 30 ottobre 2008              | Vincitrice play-off                                            | Germania 2001    |
| 10  | Ucraina     | 30 ottobre 2008              | Vincitrice play-off                                            | Esordiente       |
| 11  | Islanda     | 30 ottobre 2008              | Vincitrice play-off                                            | Esordiente       |
| 12  | Paesi Bassi | 30 ottobre 2008              | Vincitrice play-off                                            | Esordiente       |

## Stadi
| Helsinki Turku Tampere Lahti Stadi ospitanti i campionati europei di calcio femminile 2009. |                                                         |                                            |                                                         |                                            |
| Helsinki                                                                                    | Helsinki                                                | Turku                                      | Tampere                                                 | Lahti                                      |
| Olympiastadion Capacità: 40 000                                                             | Finnair Stadium Capacità: 10 770                        | Veritas-stadion Capacità: 9 000            | Ratina stadion Capacità: 17 000                         | Lahden stadion Capacità: 14 465            |
|                                                                                             |                                                         |                                            |                                                         |                                            |
| 4 partite fase a gruppi finale                                                              | 3 partite fase a gruppi 1 quarto di finale 1 semifinale | 4 partite fase a gruppi 1 quarto di finale | 4 partite fase a gruppi 1 quarto di finale 1 semifinale | 3 partite fase a gruppi 1 quarto di finale |

## Sorteggio
Per il sorteggio i nomi delle squadre partecipanti sono state ripartite in tre urne, ad eccezione della Finlandia, per la quale era stato programmato l'inserimento come testa di serie nel gruppo A (in quanto nazionale rappresentante la federazione ospite). Nella prima urna sono state immesse le palline corrispondenti alla Germania, in qualità di detentrice del titolo, e alla Svezia, nazionale migliore delle qualificazioni; nella seconda urna sono state invece collocate le palline corrispondenti ai nomi delle squadre che hanno vinto gli altri gironi di qualificazione, mentre nella terza ed ultima urna sono state introdotte i nomi di quelle che si sono qualificate tramite gli spareggi. Il sorteggio si è svolto il 18 novembre 2008 a Helsinki e vi ha partecipato il presidente della UEFA Michel Platini e l'ambasciatrice dei campionati Satu Kunnas (già portiere della nazionale finlandese).
| Urna 1                               | Urna 2                                 | Urna 3                                    |
| ------------------------------------ | -------------------------------------- | ----------------------------------------- |
| Finlandia (Gruppo A) Germania Svezia | Danimarca Inghilterra Francia Norvegia | Islanda Italia Paesi Bassi Russia Ucraina |

## Fase a gruppi

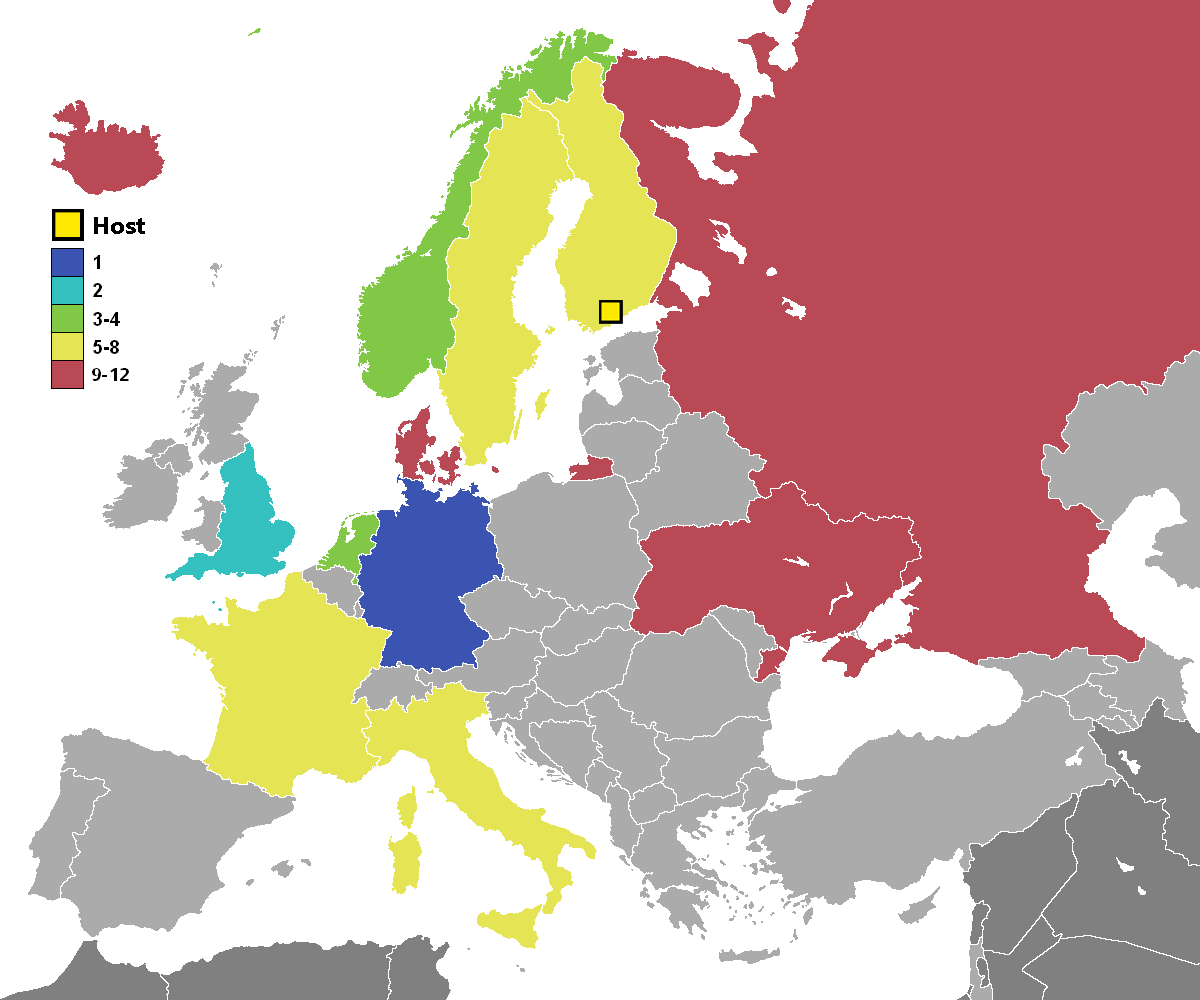
Piazzamenti delle nazionali a Euro 2009

Si qualificano alla fase ad eliminazione diretta le prime due classificate di ciascuno dei quattro gruppi.
In caso di parità di punti tra due o più squadre di uno stesso gruppo, le posizioni in classifica verranno determinate prendendo in considerazione, nell'ordine, i seguenti criteri:
1. maggiore numero di punti negli scontri diretti tra le squadre interessate (classifica avulsa);
2. migliore differenza reti negli scontri diretti tra le squadre interessate (classifica avulsa);
3. maggiore numero di reti segnate negli scontri diretti tra le squadre interessate (classifica avulsa);
4. migliore differenza reti;
5. maggiore numero di reti segnate;
6. calci di rigore se le due squadre sono a parità di punti al termine dell'ultima giornata;
7. posizione del ranking UEFA al momento del sorteggio dei gironi.

### Gruppo A
| Pos. | Squadra     | Pt | G | V | N | P | GF | GS | DR |
| ---- | ----------- | -- | - | - | - | - | -- | -- | -- |
| 1.   | Finlandia   | 6  | 3 | 2 | 0 | 1 | 3  | 2  | +1 |
| 2.   | Paesi Bassi | 6  | 3 | 2 | 0 | 1 | 5  | 3  | +2 |
| 3.   | Danimarca   | 3  | 3 | 1 | 0 | 2 | 3  | 4  | -1 |
| 4.   | Ucraina     | 3  | 3 | 1 | 0 | 2 | 2  | 4  | -2 |

| Arbitro: | Cristina Dorcioman |

|  |           |                          |
|  | Marcatori | 4’ van de Ven 9’ Stevens |

| Arbitro: | Dagmar Damková |

|           |           |  |
| Saari 49’ | Marcatori |  |

| Arbitro: | Gyöngyi Krisztina Gaal |

|                 |           |                            |
| Apanaščenko 63’ | Marcatori | 49’ Sand Andersen 87’ Pape |

| Arbitro: | Jenny Palmqvist |

|                |           |                           |
| van de Ven 25’ | Marcatori | 7’, 69’ Österberg Kalmari |

| Arbitro: | Natalia Avdončenko |

|  |           |           |
|  | Marcatori | 69’ Pekur |

| Arbitro: | Jenny Palmqvist |

|                 |           |                    |
| J.Rasmussen 71’ | Marcatori | 58’ Smit 66’ Melis |

### Gruppo B
| Pos. | Squadra  | Pt | G | V | N | P | GF | GS | DR |
| ---- | -------- | -- | - | - | - | - | -- | -- | -- |
| 1.   | Germania | 9  | 3 | 3 | 0 | 0 | 10 | 1  | +9 |
| 2.   | Francia  | 4  | 3 | 1 | 1 | 1 | 5  | 7  | -2 |
| 3.   | Norvegia | 4  | 3 | 1 | 1 | 1 | 2  | 5  | -3 |
| 4.   | Islanda  | 0  | 3 | 0 | 0 | 3 | 1  | 5  | -4 |

| Arbitro: | Alexandra Ihringova |

|                                                      |           |  |
| Bresonik 33’ (rig.) Bajramaj 90’, 90+4’ Mittag 90+2’ | Marcatori |  |

| Arbitro: | Natalia Avdončenko |

|                 |           |                                                 |
| Magnúsdóttir 6’ | Marcatori | 18’ (rig.) Abily 53’ (rig.) Bompastor 67’ Nécib |

| Arbitro: | Kateryna Monzul' |

|            |           |                                                                       |
| Thiney 51’ | Marcatori | 9’ Grings 17’ Krahn 45+1’ Behringer 47’ (rig.) Bresonik 90+1’ Laudehr |

| Arbitro: | Cristina Dorcioman |

|  |           |              |
|  | Marcatori | 45’ Pedersen |

| Arbitro: | Kirsi Heikkinen |

|            |           |  |
| Grings 50’ | Marcatori |  |

| Arbitro: | Alexandra Ihringova |

|               |           |           |
| Storløkken 4’ | Marcatori | 16’ Abily |

### Gruppo C
| Pos. | Squadra     | Pt | G | V | N | P | GF | GS | DR |
| ---- | ----------- | -- | - | - | - | - | -- | -- | -- |
| 1.   | Svezia      | 7  | 3 | 2 | 1 | 0 | 6  | 1  | +5 |
| 2.   | Italia      | 6  | 3 | 2 | 0 | 1 | 4  | 3  | +1 |
| 3.   | Inghilterra | 4  | 3 | 1 | 1 | 1 | 5  | 5  | 0  |
| 4.   | Russia      | 0  | 3 | 0 | 0 | 3 | 2  | 8  | -6 |

| Arbitro: | Bibiana Steinhaus |

|                     |           |                        |
| Williams 38’ (rig.) | Marcatori | 56’ Panico 82’ Tuttino |

| Arbitro: | Kirsi Heikkinen |

|                                  |           |  |
| Rohlin 5’ Svensson 15’ Seger 82’ | Marcatori |  |

| Arbitro: | Bibiana Steinhaus |

|  |           |                        |
|  | Marcatori | 9’ Schelin 19’ Asllani |

| Arbitro: | Dagmar Damkova |

|                                |           |                            |
| Carney 24’ Aluko 32’ Smith 42’ | Marcatori | 2’ Cybutovič 22’ Kuročkina |

| Arbitro: | Gyöngyi Gaál |

|  |           |                            |
|  | Marcatori | 77’ Gabbiadini 90+3’ Zorri |

| Arbitro: | Kateryna Monzul' |

|           |           |                     |
| White 28’ | Marcatori | 40’ (rig.) Svensson |

### Confronto tra le terze classificate
| Pos. | Gr. | Squadra     | Pt | G | V | N | P | GF | GS | DR |
| ---- | --- | ----------- | -- | - | - | - | - | -- | -- | -- |
| 1.   | C   | Inghilterra | 4  | 3 | 1 | 1 | 1 | 5  | 5  | 0  |
| 2.   | B   | Norvegia    | 4  | 3 | 1 | 1 | 1 | 2  | 5  | -3 |
| 3.   | A   | Danimarca   | 3  | 3 | 1 | 0 | 2 | 3  | 4  | -1 |

## Fase ad eliminazione diretta
|  | Quarti di finale | Quarti di finale  | Quarti di finale |             |                   | Semifinali        | Semifinali | Semifinali |  |  | Finale | Finale | Finale |  |
|  |                  |                   |                  |             |                   |                   |            |            |  |  |        |        |        |  |
|  | 1A               | Finlandia         | 2                |             |                   |                   |            |            |  |  |        |        |        |  |
|  | 1A               | Finlandia         | 2                |             |                   |                   |            |            |  |  |        |        |        |  |
|  | 3C               | Inghilterra       | 3                |             |                   |                   |            |            |  |  |        |        |        |  |
|  | 3C               | Inghilterra       | 3                |             | Inghilterra (dts) | Inghilterra (dts) | 2          |            |  |  |        |        |        |  |
|  |                  |                   |                  |             | Inghilterra (dts) | Inghilterra (dts) | 2          |            |  |  |        |        |        |  |
|  |                  |                   | Paesi Bassi      | Paesi Bassi | 1                 |                   |            |            |  |  |        |        |        |  |
|  | 2A               | Paesi Bassi (dtr) | Paesi Bassi      | Paesi Bassi | 1                 | 0 (5)             |            |            |  |  |        |        |        |  |
|  | 2A               | Paesi Bassi (dtr) |                  |             |                   |                   |            |            |  |  |        |        |        |  |
|  | 2B               | Francia           | 0 (4)            |             |                   |                   |            |            |  |  |        |        |        |  |
|  | 2B               | Francia           | 0 (4)            |             | Inghilterra       | Inghilterra       | 2          |            |  |  |        |        |        |  |
|  |                  |                   |                  |             |                   |                   |            |            |  |  |        |        |        |  |
|  |                  |                   | Germania         | Germania    | 6                 |                   |            |            |  |  |        |        |        |  |
|  | 1B               | Germania          | Germania         | Germania    | 6                 | 2                 |            |            |  |  |        |        |        |  |
|  | 1B               | Germania          |                  |             |                   |                   |            |            |  |  |        |        |        |  |
|  | 2C               | Italia            | 1                |             |                   |                   |            |            |  |  |        |        |        |  |
|  | 2C               | Italia            | 1                |             | Germania          | Germania          | 3          |            |  |  |        |        |        |  |
|  |                  |                   |                  |             | Germania          | Germania          | 3          |            |  |  |        |        |        |  |
|  |                  |                   | Norvegia         | Norvegia    | 1                 |                   |            |            |  |  |        |        |        |  |
|  | 1C               | Svezia            | Norvegia         | Norvegia    | 1                 | 1                 |            |            |  |  |        |        |        |  |
|  | 1C               | Svezia            |                  |             |                   |                   |            |            |  |  |        |        |        |  |
|  | 3B               | Norvegia          | 3                |             |                   |                   |            |            |  |  |        |        |        |  |

### Quarti di finale
| Arbitro: | Dagmar Damková |

|                           |           |                             |
| Sjölund 66’ Sällström 79’ | Marcatori | 15’, 67’ Aluko 49’ Williams |

| Arbitro: | Kirsi Heikkinen |

|                                                            |                      |                                                            |
| Stevens Melis Kiesel-Griffioen Smit Koster Bito Hoogendijk | Tiri di rigore 5 – 4 | Soubeyrand Abily Henry Le Sommer Franco Meilleroux Herbert |

| Arbitro: | Jenny Palmqvist |

|                |           |            |
| Grings 4’, 47’ | Marcatori | 63’ Panico |

| Arbitro: | Bibiana Steinhaus |

|              |           |                                              |
| Svensson 80’ | Marcatori | 39’ (aut.) Segerström 45’ Giske 60’ Pedersen |

### Semifinali
| Arbitro: | Gyöngyi Gaál |

|                      |           |            |
| Smith 61’ Scott 116’ | Marcatori | 64’ Pieëte |

| Arbitro: | Kirsi Heikkinen |

|                                               |           |               |
| Laudehr 59’ Okoyino da Mbabi 61’ Bajramaj 90’ | Marcatori | 10’ Herlovsen |

### Finale
| Arbitro: | Dagmar Damková |

|                      |           |                                                        |
| Carney 24’ Smith 55’ | Marcatori | 20’, 76’ Prinz 22’ Behringer 51’ Kulig 62’, 73’ Grings |

## Statistiche

### Classifica marcatrici
6 reti
- Inka Grings

3 reti
- Fatmire Bajramaj
- Eniola Aluko

- Kelly Smith

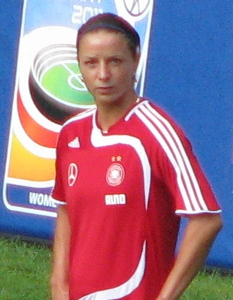
Inka Grings, miglior marcatrice del torneo

- Victoria Sandell Svensson

2 reti
- Laura Österberg Kalmari
- Camille Abily
- Melanie Behringer
- Linda Bresonik

- Simone Laudehr
- Birgit Prinz
- Karen Carney
- Fara Williams

- Patrizia Panico
- Cecilie Pedersen
- Kirsten van de Ven

1 rete
- Camilla Sand Andersen
- Maiken Pape
- Johanna Rasmussen
- Maija Saari
- Linda Sällström
- Annica Sjölund
- Sonia Bompastor
- Louisa Nécib
- Gaëtane Thiney
- Annike Krahn
- Kim Kulig
- Anja Mittag

- Célia Okoyino da Mbabi
- Jill Scott
- Faye White
- Hólmfríður Magnúsdóttir
- Melania Gabbiadini
- Alessia Tuttino
- Tatiana Zorri
- Anneli Giske
- Isabell Herlovsen
- Lene Storløkken
- Manon Melis
- Marlous Pieëte

- Sylvia Smit
- Karin Stevens
- Ksenija Cybutovič
- Olesja Kuročkina
- Kosovare Asllani
- Charlotte Rohlin
- Caroline Seger
- Lotta Schelin
- Daryna Apanaščenko
- Ljudmyla Pekur